# 近側發展區間
近側發展區間（英語：zone of proximal development，簡稱，亦譯為可能發展區、最近發展區）是由前蘇聯發展心理學家利維·維谷斯基提出的學習理論，指學習者現實及實際可達到的發展的差距。這個差距是由學習者的獨立解題能力及其潛在發展水平而決定的。換句話說，就是學習者的學習能力以內，但暫時未能理解的知識。

## 概念
近側發展區間是形容一個還沒有成熟但是正在發展過程中的一個功能。這個功能將來會成熟，不過現在還是在萌芽的狀態。這些功能可以被比喻成是發展中的芽，或者是花朵而不是果實，因為它們還在成長的時期:49。
維谷斯基認為，人的發展有兩種層次：實際發展層次與潛在發展層次。實際發展層次就是皮亞傑所謂的兒童發展階段，什麼樣的階段有什麼樣的能力；潛在發展層次則是在大人或同伴的合作下，能夠解決問題的能力。這兩者之間的差距，维谷斯基稱之為「近側發展區間」。每個個體的基本能力（實際發展層次）和近側發展區間都不同， 最好的教育應該要考慮到個體的差異，而這也是學校教育所要達到的目標。
“近側發展區間”的概念概被廣泛應用於研究兒童的智力發育,因為它涉及到教育所以ZPD的概念也被看作是一個鷹架理論，支持結構執行動作的點。“近側發展區間”的概念也與Jim Cummins的資訊＋1理論很相似。學習者不能在未有先前學習基礎或架構的情況下建立新的知識。維谷斯基認為，學習可以帶領成長，而一個學習者可以做的工作(Task)可以劃分為以下三個等級：
1. 可獨立處理工作
2. 鷹架理論
3. 需協助才可完成的工作

當中的鷹架是一個介乎學習者有能力與沒有能力獨力完成的工作之間。他認為，假若沒有人協助學習者去把新的知識與舊有的知識聯繫，學習者一般不能獨自跨過這個學習上的距離。這個距離，就是維谷斯基所謂的“可發展區域”。
維谷斯基認為，學習者在有能力者的帶領和輔助之下，他有能力可以完成的動作會有所增加。而當學習者在這個鷹架裡，他們能夠學習如何獨力完成有關工作。一旦他們成功了，就可以擴展自己的“可獨立處理工作”範圍。這就是維谷斯基對於兒童學習的理論中心。
結合了近側發展區間理論和鷹架理論，且做出可觀研究成果的學者是帕琳莎，她宣稱：「（近側發展區間）也許是出現在當代教育學文獻中，最多人使用、也是最少人了解的理論構築之一」:370。她會這樣說，最主要的理由是人們已經誤解了近側發展區間理論一開始的意旨，並且從它的理論架構中將它剝除，只把它當成一種解釋工具，無法認知到它的描述性力量；人們把「更有能力的他人可以建立起一種空間，以協助更好的表現」這件事看得太重，導致在近側發展區間理論中，中介學習活動對「不同文化構築（包括文化構築本身的元素）」可能發展的範圍產生了忽視。
柴可林在討論近側發展區間的「一般性詮釋」時:41，認為這些詮釋由三個假設所組成 - 首先是普遍性假設---近側發展區間具有普遍的適用性；其次是協助假設---和帕琳莎的討論相似，近側發展區間理論被重組為「假設學習需要更有能力他人的涉入」；最後是潛力假設---近側發展區間是學習者的先天財產，它使得學習者能夠最好地、經歷最少困難地進行學習。柴可林並進一步評論了上述「一般性詮釋」的三個基礎。

第一、近側發展區間理論必須以全時、全貌的發展來看，而非以個別技巧的學習來看。第二、在被「更有能力的他人」指導或協作的過程中，孩童可以做得更多更好，這是一個可被接受的事實。許多的研究者忽略的是，「協助」，與它對「學習技巧及學習者的全面發展」的關係；研究者忽略了對上述關係意義的了解。最後，學習者的潛力並不是孩童的財產（就像我們說：＂在這個發展階段，她處於她的近側發展區間＂這句話所隱涵的意思），而勿寧說是尚未成熟的孩子參與學習的「指標」（或者，如果你喜歡的話，在心理學功能上可稱為「測量」），這個指標，是一種「（更有能力的他人）富含意義之涉入」的跳板。
柴可林提出了幾個可以進一步討論的問題（包括近側發展區間理論和鷹架理論的關係）作為其論文的結論。他建議我們，在從維高斯基的原初意旨出發進行引申之前，最好能先從文化和歷史的脈絡中，回顧一下維高斯基的原始理論建構。
1. 維高斯基嘗試著給出一系列提問，這些觀念在當代文獻中沒辦法找到適切對應。
2. 許多不同作者所提出的「解決」或「新發展」看起來都沖淡了上述基本理論的提問，而且並非對理論的釐清或深入。
3. 許多已被提出的爭論、批評、關照，根本直接就錯了，要不然就是沒有直指維高斯基的理論視野。想使用近側發展區間這個概念的人，至少應該試著了解，維高斯基提出這个概念時，所想處理的特別理論和概念問題[4]:59。

## 參看
- 鷹架理論
- 发展心理学
- 教育

## 外部連結
- 網上行：幼教理論